# Pjotr Svidler
Pjotr Veniaminovitsj Svidler (Russisch: Пётр Вениаминович Свидлер) (Leningrad, 17 juni 1976) is een Russisch schaker met FIDE-rating 2760 in 2017. In 1994 werd hij grootmeester (GM).

## Loopbaan
Svidler leerde schaken toen hij zes jaar oud was. Hij was in 1994, 1995, 1997 en 2003 kampioen van Rusland. Andere belangrijke toernooi-overwinningen boekte hij in Tilburg 1997 (gedeeld eerste met Garri Kasparov en Vladimir Kramnik), Dortmund 1998 en Biel 1999. In 2001 bereikte hij de halve finale om het wereldkampioenschap, die hij verloor van Roeslan Ponomarjov. In 2003 overschreed zijn FIDE-rating de 2700 en bleef sindsdien geruime tijd daarboven.
- In 2005 werd in San Luis Argentinië het wereldkampioenschap schaken gespeeld dat met 10 uit 14 door Veselin Topalov gewonnen werd. Svidler deelde met Viswanathan Anand de tweede plaats met 8.5 punt.
- Van 31 oktober t/m 11 november 2005 speelde Svidler in Beër Sjeva mee in het wereldkampioenschap schaken voor landenteams. Het Russische team werd met 22 punten kampioen.
- Svidler won samen met Kramnik het toernooi in Dortmund. Andere grote toernooien waar hij meedeed en redelijk scoorde waren Morelia/Linares, MTel Masters en de Superfinale van het Russisch kampioenschap.
- Svidler deed mee bij het Corus-toernooi, Morelia/Linares en Aerosvit. Hij eindigde als 5e bij het wereldkampioenschap 2007.

## Partij
| 8 | rd                                 |    |    | rd |    |    | kd |    |
| 7 |                                    |    |    | qd | pd | pd |    | pd |
| 6 | pd                                 |    |    |    |    |    | pd | bd |
| 5 |                                    |    | pl |    |    |    |    |    |
| 4 |                                    | pd |    |    | pl | pl | nd |    |
| 3 |                                    | bd |    |    |    |    | bl |    |
| 2 |                                    | pl |    |    |    |    | pl | pl |
| 1 |                                    | ql | rl | nl | kl | bl |    | rl |
|   | a                                  | b  | c  | d  | e  | f  | g  | h  |
|   | Valeri Popov - Peter Svidler 0 - 1 |    |    |    |    |    |    |    |

Popov - Svidler, Kampioenschap Rusland 2003. Popov speelt in de eerste acht zetten vier keer met de dame.

1.Pf3 Pf6 2.c4 g6 3.Pc3 d5 4.Da4+ Ld7 5.Db3 dc 6.Dc4 a6 7.d4 b5 8.Dd3 Lg7 9.Lf4 0-0 10.Tc1 c5 11.dc b4 12.Pd1 Pc6 13.Pd4 Da5 14.Pb3 Da4 15.e4 Le6 16.Dc2 Tfd8 17.Lg3 Pg4 18.Db1 Lh6 19.Tc2 Pa5 20.f4 Pb3 21.ab Lb3 22.Tc1 Dd7 (0-1)

## Open brief
Samen met 43 andere Russische topschakers, tekende Svidler een open brief aan de Russische president Vladimir Poetin, waarin werd geprotesteerd tegen de Russische invasie van Oekraïne in 2022 en waarin solidariteit met de Oekraïense bevolking werd geuit.